# Iniistius trivittatus
Iniistius trivittatus är en fiskart som först beskrevs av Randall och Cornish 2000.  Iniistius trivittatus ingår i släktet Iniistius och familjen läppfiskar. IUCN kategoriserar arten globalt som otillräckligt studerad. Inga underarter finns listade i Catalogue of Life.